# Tiroler Soziale Dienste
Die Tiroler Soziale Dienste GmbH (TSD) ist eine mildtätige GmbH, die mit der primären Aufgabe der Sicherstellung der Grundversorgung für alle sich in Tirol aufhaltenden Asylbewerber und Vertriebene betraut wurde. Zusätzlich bietet sie Angebote in den Bereichen „Integration“ und 24/7 für soziale Randgruppen an. Sie hat ihren Sitz in Innsbruck und Unterkünfte sowie Einrichtungen im gesamten Land Tirol. Die Tiroler Soziale Dienste GmbH übernimmt einen Teil der rechtlich verpflichtenden Aufgaben der Länder, indem sie Menschen in ihren Unterkünften unterbringt und betreut sowie finanzielle Leistungen an diese Menschen ausbezahlt.

## Geschichte
Im Jahr 2015 wurde die Flüchtlingskoordination vom Land Tirol ausgegliedert und die Aufgabe der Grundversorgung an die mildtätige GmbH Tiroler Soziale Dienste übertragen. Ihre operativen Tätigkeiten nahm die Gesellschaft am 1. April 2015 auf. Die Tiroler Soziale Dienste GmbH ist Eigentum des Landes Tirol, die als Gebietskörperschaft 100 % der Anteile der Gesellschaft besitzen. Aufgrund dessen fällt die Zuständigkeit dem Amt der Tiroler Landesregierung, spezifisch der Abteilung Soziales, zu.
Die Entwicklung der Gesellschaft variierte und hing mit der Anzahl der zu betreuenden Personen in der Grundversorgung zusammen. Während der Flüchtlingskrise in Europa konnte die Organisation ihre Arbeit wirtschaftlich erfolgreich wahrnehmen. Das Unternehmen hatte zu der Zeit in etwa 180 Mitarbeiter. Nach einer Reduktion von Menschen in der Grundversorgung und korrelierendem Personal wurde die Gesellschaft 2022 erneut ausgeweitet und besteht mittlerweile wieder aus etwa 200 Mitarbeitern.
Die Geschäftsführung wechselte in den Jahren seit Gründung mehrfach, nach Harald Bachmann übernahm ihm Juli 2019 Johann Aigner die Leitung. Seit Dezember 2020 liegt die Geschäftsführung in der Hand von Carolin Porcham.

## Struktur
Die Tiroler Soziale Dienste GmbH untersteht der Tiroler Landesregierung, die hoheitlichen Aufgaben der Flüchtlingskoordination übernimmt die Abteilung Soziales der Regierung. Die Geschäftsführung der Tiroler Sozialen Dienste bei Carolin Porcham, als Prokurist ist Florian Stolz und Thomas Renz eingetragen.
Von Seitens des Landes obliegt die Aufsicht der Generalversammlung und somit seit Herbst 2022 Landeshauptmannstellvertreter Georg Dornauer. Dieser spricht in der Presse von einer möglichen Neugeburt der TSD. Zusätzliche Kontrolle wird durch den Aufsichtsrat ausgeübt. Die Tiroler Soziale Dienste GmbH versteht sich als unpolitische und unparteiische Gesellschaft.
Die Gesellschaft verfügt über einen Betriebsrat, der im Herbst 2022 neu gewählt wurde. Der Vorsitz liegt bei Harald Gheri.
Die Finanzierung erfolgt mittels einer zwischen dem Land Tirol und der Gesellschaft abgeschlossenen Leistungsvereinbarung, die sich an der Art. 15 a B-VG -Vereinbarung zwischen dem Bund und den Ländern über gemeinsame Maßnahmen zur vorübergehenden Grundversorgung für hilfs- und schutzbedürftige Fremde orientiert. Alle sonstigen Dienstleistungsbereiche werden mittels Leistungsvereinbarungen zwischen dem Land Tirol und der Tiroler Soziale Dienste GmbH finanziert.

## Aufgabenbereiche
Die Aufgabenbereiche der TSD umfassen die Sicherstellung der täglichen Grundversorgung von Menschen (Unterbringung, Verpflegung, Krankenversorgung, grundlegende Betreuung und Ähnliches) im Asylverfahren bis hin zu richtungsweisender Integrationsarbeit. Zusätzlich betreibt die TSD Einrichtungen für andere hilfsbedürftige Menschen, insbesondere Obdachlose und Frauen.

### Grundversorgung
Die Grundversorgung ist laut Vereinbarung zwischen dem Bund und den Ländern über gemeinsame Maßnahmen zur vorübergehenden Grundversorgung für die Flüchtlinge in Österreich Aufgabe der Länder, die wesentlichen Ziele der Grundversorgungsvereinbarung sind neben der Sicherstellung einer bundesweit einheitlichen und partnerschaftlichen Versorgung auch die Erreichung einer gleichmäßigen Auslastung der Gebietskörperschaften sowie Rechtssicherheit für die betroffenen Menschen in Not. Die Tiroler Soziale Dienste ist im Dienste des Landes für die Unterbringung und Betreuung zuständig. Die Unterkünfte dazu befinden sich in zahlreichen Tiroler Gemeinden.
Die TSD ist für die Organisation und Führung von Unterkünften verantwortlich. Dabei wird zwischen Vollversorgungseinrichtungen und Selbstversorgungseinrichtungen differenziert. Aber auch für Menschen, die private Unterkünfte mieten, gibt es grundsätzlich Anspruch auf Unterstützung im Rahmen der Grundversorgung.
Um die Betreuung vor Ort zu unterstützen, bieten die Tiroler Sozialen Dienste GmbH eine unterstützende Dienstleistung für das Betreuungspersonal und die Klienten an (Sonderbetreuung). Es kommt dann zum Einsatz, wenn ein Bewohner einen erhöhten Betreuungsbedarf nachweist oder eine Krisensituation besteht und die Betreuer diese vor Ort aus Ressourcengründen nicht mehr tragen können.

### Integration
Die TSD koordiniert und unterstützt auch verschiedene Integrationsprojekte und -maßnahmen in Tirol. Der Bereich Integration der TSD schafft im Rahmen der gesetzlichen Möglichkeiten Integrationsangebote in den Bereichen Arbeit (Tiroler IntegrationsKompass), Bildung (Lernassistenz für Schüler) und Deutsch (Deutschkurse für Asylwerber). Unterstützt werden diese Angebote durch Betreuungspersonal, Ehrenamtliche und Systempartner. Seit 2022 bietet die TSD außerdem Freiwilligenkoordination an, so dass interessierte Bürger bei diversen Angeboten freiwillig mitwirken können.

### 24/7
Die Tiroler Soziale Dienste GmbH bietet im Bereich „24/7“ (Geschützte Räume) Orte, bei denen andere hilfsbedürftige Menschen Raum finden. Darunter fallen einerseits drei Notschlafstellen in Innsbruck, Kufstein und Lienz, sowie die Projekte Nikado, einer niederschwelligen Anlaufstelle sowie das Projekt NoRa, bei dem akut wohnungslose Frauen mit oder ohne Kinder übergangsweise wohnen können.

## Kritik
Die TSD steht seit ihrer Gründung immer wieder in der Kritik. Dies hat unterschiedliche Gründe. So wurde im September 2019 bekannt, dass allein von Jänner bis Juli 2019 in den 80 Tiroler Grundversorgungseinrichtungen 609 „Vorfälle“ verzeichnet wurden, die größtenteils geheim gehalten wurden. Darunter sind 235 Vorfälle, bei denen es zum Einsatz von Blaulichtorganisationen (wie Polizei, Rettung und Feuerwehr) kam sowie auch 186 Vorfälle mit körperlichen Auseinandersetzungen, Angriffen auf Sicherheitspersonal etc. Gegen 110 Personen wurden Hausverbote ausgesprochen. Generell gibt es im Umfeld der Unterkünfte Problemfelder, wobei insbesondere die Aggression und Gewaltbereitschaft in den Heimen genannt werden.
Auch die Gehaltsentwicklung des, als überfordert bezeichneten, ehemaligen Geschäftsführers Bachmeier der TSD sorgte für Kritik. In nur vier Jahren wurde sein Jahressalär um satte 40.000 Euro brutto auf 148.000 Euro brutto erhöht, zusätzlich wurde sein Vertrag 2017 vorzeitig verlängert. Sowohl der ressortzuständigen Soziallandesrätin Gabriele Fischer als auch ihrer Vorgängerin Christine Baur (beide Grüne) wird vorgeworfen, die Landestochter TSD zu wenig kontrolliert zu haben.
Weiters wurden die teuer zugekauften externen Beratungsleistungen kritisiert, die allein im Jahr 2016 4,3 Millionen Euro betrugen, sowie die ohne Ausschreibungen direkt vergebenen Hausmeistertätigkeiten im Volumen von 1,5 Millionen Euro.
Nach der heftigen Kritik und politischen Diskussionen wurde ein Untersuchungsausschuss zu den Missständen bei den Tiroler Sozialen Diensten eingerichtet, der am 2. Oktober 2019 mit der ersten Anhörung startete. Seit 2022 liegt ein weiterer Bericht des Rechnungshofes vor, in welchem eine Sonderprüfung der Gesellschaft nachvollziehbar dargelegt ist.